# Mandulis
Mandulis, auch Merwel oder Menerwel, ist eine Sonnengottheit aus Unternubien.

## Mythologie
Eine besondere Verbindung besaß Mandulis mit Isis, die einen ihrer Tempel in Philae besaß. Bereits der griechische Historiker Strabo schrieb dazu: „Neben Isis verehrte man in Philae einen großen, bunten Falken als Abbild der Seele von Horus und Re, der aus Äthiopien eingeflogen sein soll.“ Hier ist sicher Mandulis gemeint.

## Darstellung

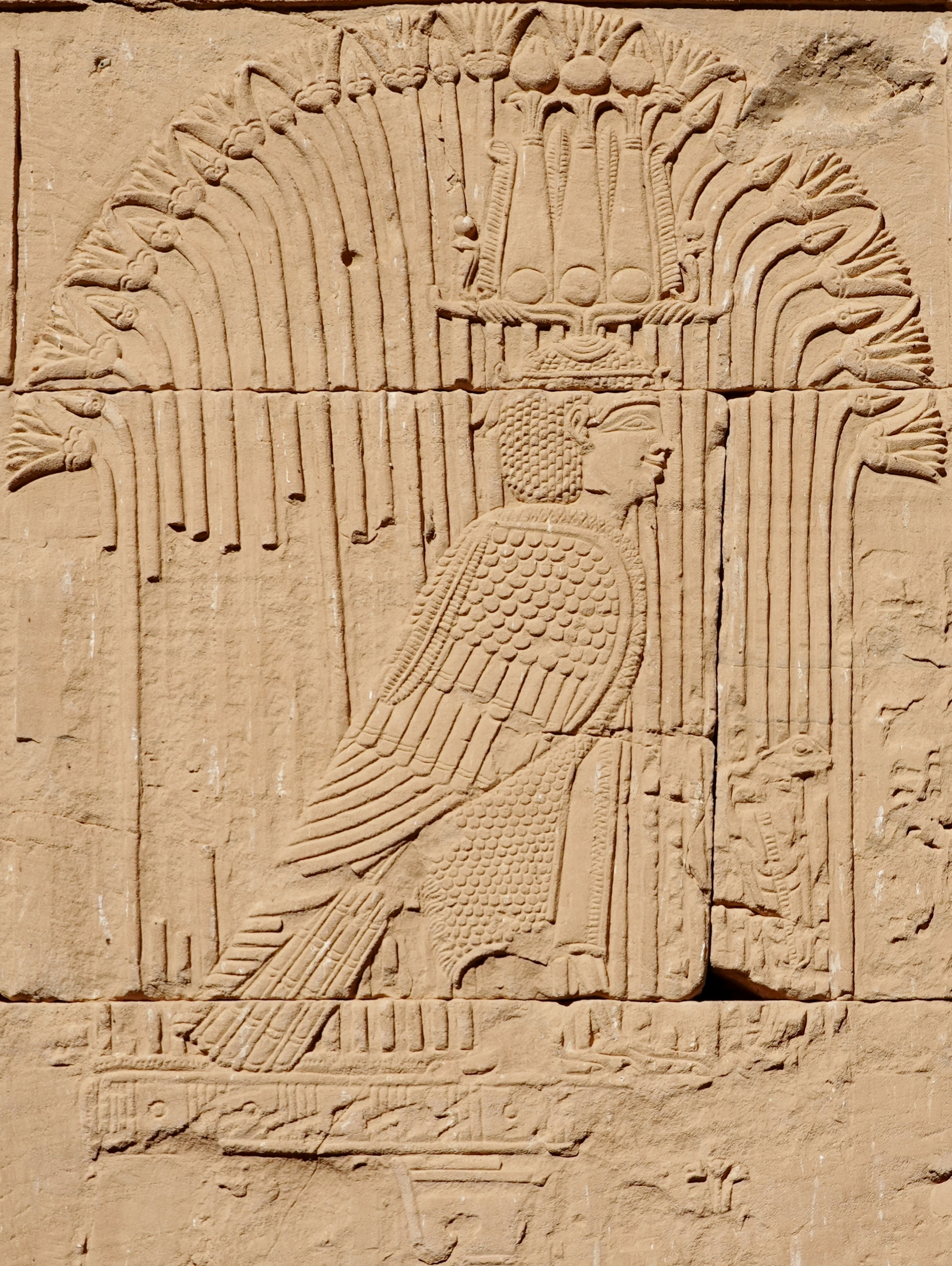
Mandulis in Gestalt eines Ba (Kalabscha-Tempel)

Dargestellt wird Mandulis als Falke wie der Gott Horus oder aber menschengestaltig mit einer Krone, kombiniert mit Straußenfedern, Widderhörnern, Sonnenscheibe und Uräen. Eine weitere Darstellungsform ähnelt dem Ba, einem Vogel mit Menschenkopf. Jedoch trägt er in dieser Gestalt die charakteristische Federkrone.

## Kultorte
Sein Hauptkultort war der Kalabscha-Tempel, wo man ihn auch als jungen Gott mit Jugendlocke dargestellt hat.
Pharao Ptolemaios VIII. Euergetes II. und seine beiden Königinnen Kleopatra „die Schwester“ und Kleopatra „die Gemahlin“ erweiterten den Kalabscha-Tempel für den örtlichen „Himmelsherrn, Sonnengott und Sohn des Zeus (Horus)“, Mandulis. Bei der jährlichen Kultfahrt der Isis von Philae durch Nubien besuchte diese regelmäßig den Tempel des Mandulis.
Obwohl der römische Kaiser Augustus diesen Tempel nie besucht hat, ließ er ihn neu errichten und einen Großteil der Reliefs anbringen. Viele von ihnen zeigen ihn beim Darbringen von Opfern für Mandulis, Isis und weiteren Göttern.